# Улибишев Олександр Дмитрович
Улибишев Олександр Дмитрович (2 [13] січня 1794 — 24 грудня [5 лютого] 1858) — російський музикант-любитель і літератор, один з перших російських музичних критиків.

## Біографія
Син російського посла в Саксонії, до 16 років жив з сім'єю в Німеччині. Після прибуття в Росію, він разом з братом Володимиром витримав іспит для отримання права на перший чин.
- Поступив на службу в канцелярію міністра фінансів 20 серпня 1812;
- з 31 серпня 1813 року по 29 лютого 1816 року — в канцелярії гірських і соляних справ.
- З 29 квітня 1816 року служив в Колегії закордонних справ;
- 25 березня 1828 став статським радником;
- у вересні 1830 року, після смерті батька, звільнений — на прохання, 22 вересня, у відставку.

В молодості Улибишев входив до гуртка «Зелена лампа»; був редактором газети «Journal de St.-Pétersbourg» (1825—1830); перекладав з французької на російську.
Решту років жив у нижньогородському маєтку Лукіно, протягом десяти років виїжджаючи в місто лише на ярмарок або у громадських справах, а потім переїхавши у власний будинок.
В театральні дні (неділя, вівторок, середа і п'ятниця), вечорами, О. Д. Улибишев незмінно був у театрі. В «не-театральні» дні (четвер і субота) в його будинку проходили квартетні збори, де сам Улибишев брав участь (перша скрипка); Карла Ейзеріха (фортепіано) часто заміняв М. О. Балакірєв, іноді — дочка віце-губернатора, Є. М. Панова. Нерідко виконувалися великі твори: Stabat Mater, Requiem.
Написав французькою твір про Моцарта «Nouvelle biographie de Mozart, suivie d'un aperçu sur l'histoire générale de la musique et de l'analyse des principaux ouvrages de Mozart» (Москва, 1843), який привернув на себе увагу не тільки в музичних гуртках Росії, але і в Європі.
Улибишев писав також драми, комедії, сатири, жарти в драматичній формі. Його драма в п'яти діях «Розкольники» (1850) надрукована в «Російському Архіві» (1886).